# Camenas

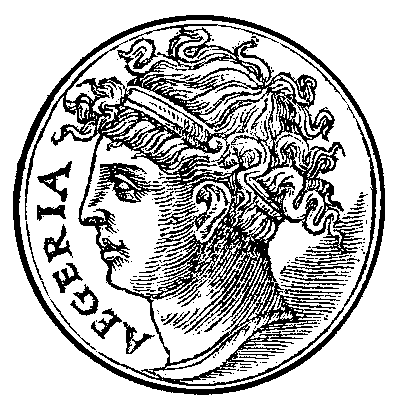
Aegeria

En la mitología romana, las Camenas (en latín, Cămēnae) son un tipo de ninfas itálicas de las fuentes que más tarde fueron identificadas con las Musas.  Este teónimo es apenas mencionado en los textos. Ovidio nos dice que Egeria era una «diosa grata a las Camenas». Livio Andrónico fue el primer autor en traducir la palabra griega Μοῦσα (Musa) por Camena. Horacio se refiere a la inspiración poética como el «suave aliento de la Camena griega»  y además menciona a las «nueve Camenas», lo que denota a las Musas.
Nombres asociados a las Camenas son Egeria, Carmenta, Juturna, Tácita y las dos Carmentes; nunca se deja claro si estos nombres forman parte de las Camenas o si solo están asociados a ellas.  Algunos autores romanos se refieren a los anteriores nombres simplemente como Musas. Tito Livio dice que Numa consagró un bosque a las Musas porque allí se reunía con su esposa Egeria. Plutarco dice que las esas Musas eran ninfas de las montañas que emitían oráculos y Numa enseñó a su pueblo la manera de venerarlas. Frontino dice que Juturna está en compañía de las Camenas y Apolo.
Estas náyades o linfas habitaban en los manantiales, los pozos y las fuentes cerca de Porta Capena, en Roma, cerca del monte Celio. No hay constancia de que las Camenas gozaran de un culto público generalizado, sin embargo si debieron ser objeto de cultos oraculares particulares de carácter más bien local en la capilla situada cerca de la fuente de Porta Capena y cuyo bosque aledaño, también estaba consagrado al menos a Egeria.
Se sabe por el Servio ampliado que a las Camenas se les ofrecían libaciones.  Se piensa que la ofrenda de leche era lo más usual para cualquier divinidad de las fuentes y manantiales; sin embargo se sabe que Marcial sacrificaba una cerda virgen en la fuente de su amigo Estela y Horacio (C.III,13) ofrecía un cabrito en la fuente de Bandusia; el mismo Ovidio narra (Fast. III,300) que Numa sacrificó una oveja a la fuente de la que bebían Pico y Fauno, por lo que la ofrenda de leche sería específica para las Camenas